# Герб Реюньона
Герб Реюньона был создан в 1925 году Эмилем Мервартом по случаю проведения в городе Петит-Иль колониальной выставки.
Герб представляет собой четырёхчастный щит, в середине которого малый щиток, дважды рассечённый на лазурь, серебро и червлень, в серебре золотая монограмма «RF»; в первой части — в зелени гора о трёх вершинах, правая из которых извергающийся вулкан, над центральной вершиной по дуге три серебряных латинские литеры «M», гора стоит у океана, занимающего нижнюю половину поля, все фигуры серебряные; во второй части — в рассечённом на лазурь и червлень серебряный корабль, плывущий по волнам того же металла; в третьей части — в лазури три золотые лилии; в четвёртой части — червлёное поле усыпано золотыми пчёлами.
Большой герб также содержит девиз «Florebo Quocumque Ferar», помещённый над щитом на золотой ленте, увитой зелёной ветвью ванили.

## Символика
Каждая часть щита имеет собственный символический смысл. Изображение в первой части символизирует гористый остров Реюньон, три М означают число 3 тысячи, записанное римскими цифрами, что в свою очередь является примерной высотой на уровнем моря высшей точки острова — потухшего вулкана Питон-де-Неж (точная высота составляет 3 069 метров). Во второй четверти изображён корабль «Святой Алексий», на котором в 1638 году на остров прибыли французы, провозгласившие его владением французской короны. Три лилии в третьей четверти символизируют Французское королевство, золотые пчёлы в четвёртой части — Французскую империю (золотые пчёлы были эмблемой императора Наполеона I). Щиток в центре окрашен в цвета национального флага Франции и символизирует Французскую республику, то же значение имеет монограмма RF (фр. République Française — Французская республика).
Латиноязычный девиз ранее являлся девизом Французской Ост-Индской компании и переводится как «Я буду цвести везде, куда меня пронесёт». Производство ванили является важной частью экономики острова.